# معركة سانتولو
كانت معركة سانتولو معركة حاسمة بين سلطنة كانو المنشأة حديثًا وفي مملكة سانتولو الهوسا الوئنية، وكانت أول جهاد إسلامي مسجل يشن ويقاتل في بلاد السودان جنوب منطقة الساحل.

## خلفية
في القرن الرابع عشر، تسلل النفوذ الإسلامي من إمبراطورية مالي إلى أرض الهوسا. في عام 1349، قام ملك كانو علي ياجي بإنهاء عبادة تسومبورا، وهي عبادة دينية قوية لدين الهوسا، مما أثار موجة من التمرد في جميع أنحاء المملكة. في مرحلة ما بعد ذلك، تجمعت بقايا كبار كهنة الطائفة في سانتولو، وهي مقر مهم في حركة الهوسا. تنشّط «السلطان» الجديد، بدافع من الحماس الديني، بدعم من مسلمي وانجارا، على سانتولو حيث وقعت معركة ملحمية.

## تداعيات
كانت معركة سانتولو هي الأولى في موجة الغزوات التي ستطلقها سلطنة كانو قريبًا، وهي موجة كانت تهدف إلى هيمنة سلطنة كانو على إمبراطورية الهوسا تلك الموجة بلغت ذروتها في عهد السلطان محمدو كيسوكي ووفقًا للسلطان محمد بيلو سلطان صكتو، «كان حكمه امتداد أرض الهوسا، من الشرق إلى الغرب» 